# Culver City
Culver City es una ciudad estadounidense ubicada al oeste del condado de Los Ángeles, California. 
Desde la década de 1920, Culver City ha sido un importante centro para la producción de cine y posteriormente televisión, debido en parte a que era la sede de los MGM Studios. La compañía Hughes Aircraft tuvo una sede en la ciudad entre la década de 1930 y 1980. National Public Radio oeste y Sony Pictures Entertainment actualmente tienen sedes en la ciudad.

## Historia
Culver City fue fundada por Harry Culver en 1913, y la ciudad fue incorporada el 20 de septiembre de 1917. El primer estudio de cine en Culver City fue construido por Thomas Harper Ince en 1918. En la década de 1920, el productor de cine Hal Roach y Metro Goldwyn Mayer (MGM) construyeron estudios aquí. Durante la ley seca, las tabernas clandestinas y clubes como el Cotton Club se ubicaron en el Washington Boulevard.

### Auge del cine

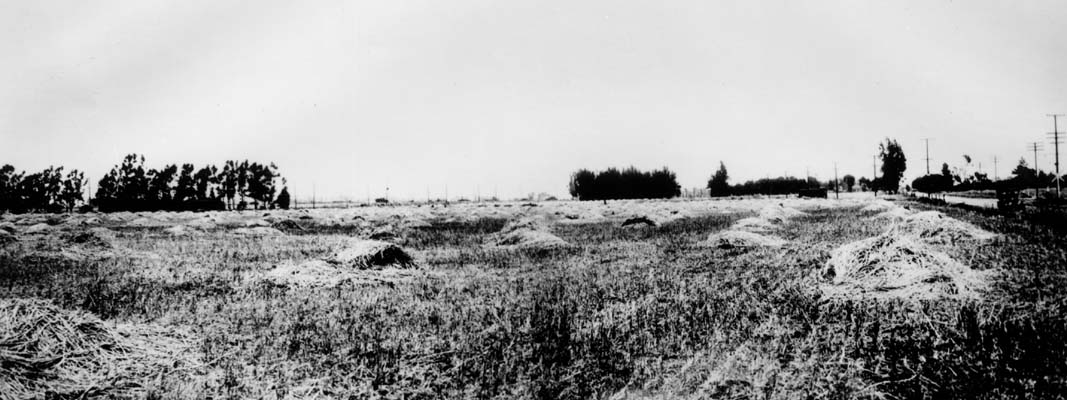
Culver City, 1913.

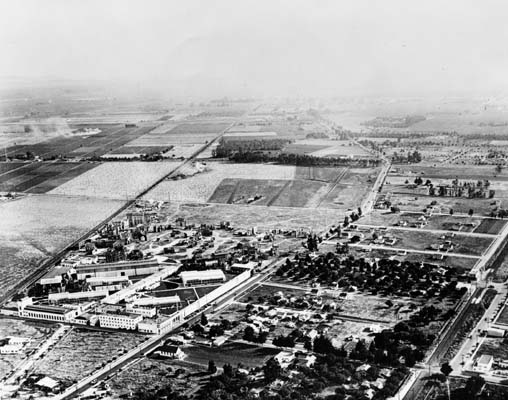
MGM Studios (hoy en día Sony Pictures Studios), 1922.

Al ser la sede de los Sony Pictures Studios (originalmente MGM Studios), Culver Studios, y Hal Roach Studios, se produjeron cientos de películas en los estudios de Culver City, como El Mago de Oz, The Thin Man, Lo que el viento se llevó, Citizen Kane, Rebeca, la serie de Tarzán, y la original King Kong. De hecho, el camino amarillo de la película El Mago de Oz aún se encuentra en el estudio de Sony. Algunas películas más recientes filmadas en Culver City incluyen Grease, Toro salvaje, E.T., el extraterrestre, City Slickers, Air Force One, Wag the Dog, y Contacto. Algunas series de televisión hechas en Culver City incluyen Las Vegas, Mad About You, Lassie, Batman, The Andy Griffith Show, y Jeopardy!. 

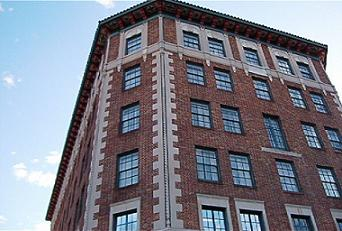
Culver Hotel.

Las calles de Culver City pueden resultar familiares para ciertas personas. Esto se debe a que varias series de televisión fueron filmadas en sus alrededores, y la arquitectura de sus edificios no ha cambiado mucho durante las últimas décadas. Los Años Maravillosos es una de las tantas series que fueron filmadas en Culver City. El programa de los años 1970 CHiPs mostraba varias escenas de persecuciones a lo largo de la ciudad.

### Declive de los estudios (década de 1960 y 1970)
A fines de los años 1960, fue vendida una gran parte del estudio de MGM, 113.000 m². En 1976, los set de filmación de dicha propiedad fueron derribados. La película de 2005, Fun with Dick and Jane, protagonizada por Jim Carrey fue filmada en ese lugar.

### Renacimiento (década de 1990 y 2000)

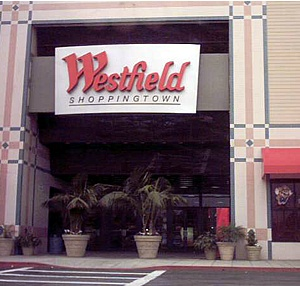
Westfield Shoppingtown Fox Hills.

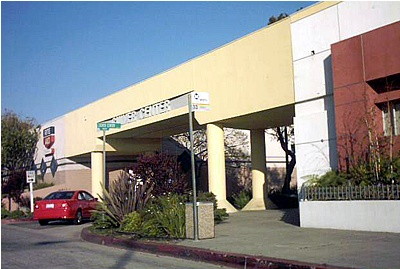
Culver Center.

En la década de 1990, se revitalizó exitosamente el centro de Culver City, creando varios centros comerciales en Sepúlveda Boulevard cerca de Fox Hills Mall. Además, con la vuelta de Sony (conocido como Columbia Pictures) a los antiguos estudios de MGM en Washington Boulevard y Overland Avenue trajeron más trabajos a la ciudad.
La influencia de varias galerías de arte en la ciudad, ubicadas en el «Distrito de Arte de Culver City», hizo que el New York Times en 2005 llamara a Culver City la «naciente Chelsea».

## Transporte
La primera fase de Expo Line, una línea de tren ligero desde el Centro de Los Ángeles a Venice y Robertson Blvds. en Culver City que comenzó en 2006, será terminada en 2010. El plan de Los Angeles Metropolitan Transportation Authority es que la línea se extienda hasta Santa Mónica.
Culver City Bus es el actual servicio de autobuses utilizado en Culver City.
Desde 1999, Culver City ha instalado radares de tráfico en 13 intersecciones. Las multas por no parar en la señal son de $351 dólares.

## Barrios
Barrios
- Beverlywood West
- Blair Hills
- Blanco
- Carlson Park
- Clarkdale
- Culver Crest
- Culver West
- Downtown Culver City
- Federal Park
- Fox Hills
- Hayden Tract
- Helms District
- Higuera
- Lucerne
- Jefferson
- McLaughlin
- McManus (East Culver City)
- Park East
- Rancho Higuera
- Studio Estates
- Studio Village (Lindberg Park)
- Sunkist Park (El Marino)
- Telefson Park
- Veterans Park (Park West)
- Veterans Park

## Geografía
La ciudad está rodeada por los barrios de Los Ángeles Mar Vista, West Los Angeles y Palms hacia el norte; Westchester al sur; las áreas de Baldwin Hills y Ladera Heights al este; y los barrios Venice y Playa Vista al oeste, incluyendo el área Marina Del Rey.
La mayor característica geográfica de Culver City es Ballona Creek, que va desde noreste a suroeste de la ciudad antes de desembocar en Santa Monica Bay en Marina Del Rey.
Culver City es atravesada por las autovías de San Diego, Santa Mónica y Marina. 
Culver City está ubicada en 34°0′28″N 118°24′3″O / 34.00778, -118.40083 (34.007761, -118.400905). Según el Departamento de Censo de Estados Unidos, la ciudad tiene un área total de 13,3 km². 13,2 km² de esto es tierra y 0,1 km² (0,39%) es agua.

## Educación
Culver City tiene su propio distrito escolar, Culver City Unified School District. Tiene cinco escuelas primarias, una intermedia, dos secundarias, una oficina de desarrollo infantil, y una escuela para adultos. Además, hay un programa de estudio independiente donde los alumnos de primaria, intermedia o secundaria pueden inscribirse para realizar tareas los fines de semana, las cuales se desarrollan a lo largo de esta.

## Demografía
Según el censo de 2000, había 38.816 habitantes, 16.611 residencias, y 9.518 familias en la ciudad. La densidad de población es 2.932,9/km². En términos de razas, el 59,24% son blancos, 11,96% negros o afroamericanos, 0,71% indios americanos, 12,02% asiáticos, 0,21% isleños del pacífico, 10,16% de otras razas, y 5,69% de dos o más razas. El 23,70% de la población está conformada por hispanos o latinos de cualquier raza.
Hay 16.611 residencias, el 26,1% tenía niños menores de 18 años viviendo en ellas, el 40,8% era de un matrimonio, el 12,8% solo tenía como sustento a una mujer, y el 42,7% no presentaba familias. El 34,5% tenía como habitante a una sola persona y el 9,3% tenía a una persona mayor de 65 años viviendo sola. La media de habitantes en una residencia es de 2,31 y la media del tamaño familiar es de 3,02.
En la ciudad el 20,9% de la población son menores de 18 años, 6,6% entre 18 y 24, 33,3% entre 25 y 44, 25,3% entre 45 y 64, y el 13,9% mayor de 65 años. La edad media es de 39 años. Por cada 100 mujeres hay 87,5 hombres. Por cada 100 mujeres sobre 18 años, hay 82,7 hombres.

## Ciudades hermanas
Culver City tiene cinco ciudades hermanas, designadas por Sister Cities International, Inc. (SCI):
- Iksan, Corea del Sur
- Kaizuka, Japón
- Lethbridge, Alberta, Canadá
- Yanji, China
- Uruapan, Michoacán, México

## Nativos famosos de Culver City
| - Jaleel White, actor - Art Alexakis, músico - Drew Barrymore, actriz - Big Boy (Kurt Alexander), locutor de radio - Frank Black, músico - Jack Black, actor - Russ "Dutch" Boyd, jugador de póquer profesional - Gary Carter, jugador de béisbol - Dee Dee Davis, actriz - Derrick Deese, jugador de la NFL - John Derevlany, escritor - Jeff Fisher, entrenador de la NFL - Rocky George, músico | - Charles Herbert, actor - John Hencken, nadador - Helen Hunt, actriz - Darrin Jackson, jugador de béisbol - Brett «Gank» Jungblut, jugador de póquer profesional - Ron y Russell Mael de Sparks - Karl Paymah, jugador de la NFL - Michael Richards, actor y comediante - Ryan Riddle, jugador de la NFL - Robert Trujillo, músico - Gwen Verdon, actriz - Camille Winbush, actriz |